# 明太祖第六次北伐
明太祖第六次北伐（另稱捕鱼儿海之战）為洪武二十年（1387年）九月三十日，朱元璋詔命永昌侯蓝玉为征虏大将军，延安侯唐胜宗、武定侯郭英为左右副将军，都督佥事耿忠、孙恪为左右参将，率军15万人第六次討伐北元。
洪武二十一年（1388年）三月，明军行軍到達庆州（今内蒙古巴林左旗索布力嘎）。明軍行至百眼井，距捕鱼儿海还有四十里，仍侦察不到元军行迹，蓝玉想引兵退还，王弼說“吾輩提十余萬眾，深入漠北，無所得，遽班師，何以覆命？”。蓝玉同意王弼的看法，命诸军继续前进，“穴地而炊，毋见烟火”。锦衣卫探知天元帝脱古思帖木儿正在捕鱼儿海（今中蒙边境之贝尔湖），蓝玉以王弼為前鋒，急行軍直奔北元汗帐。

## 捕鱼儿海之战
四月十二日，明軍到達捕鱼儿海南岸，探知脱古思帖木儿的營地就在捕鱼儿海东北80余里，于是發動突襲。脱古思帖木儿毫无准备，与其太子天保奴、知院捏怯来、丞相失烈门等数十骑匆忙逃走，蓝玉率明軍精骑追击千余里也没有追上。
留在營地的北元太尉蛮子仓卒迎战，失敗战死，其余北元貴族投降，其中包括脱古思帖木儿次子地保奴等64人、故太子必里秃妃（元昭宗之妻）以及公主等119人、吴王朵里只、代王达里麻、平章八兰等2994人、军士男女7.7万余人，俘获马4.7万匹、驼4800余头、牛羊10.24万余头、车3000余辆，以及北元宝玺、图书、金银印章等等，北元行政的根基被動搖，元气大伤，再也無法與明朝抗衡。

## 后续
同年十一月，脱古思帖木儿逃脫后不久即被其部将也速迭儿（阿里不哥后裔）缢杀，忽必烈一系对蒙古的统治结束，北元正式灭亡。
四月，明軍勝利班师。消息传至京师，明太祖大悅，遣使劳军，將蓝玉喻為李靖，封凉国公。此役，藍玉掠獲大量珍寶，又將元妃據為己有，元妃不堪被凌辱，最後自尽。也種下了日後蓝玉被殺的遠因。